# If I Could
If I Could är en sång från 2008 skriven av Pontus Assarsson, Jörgen Ringqvist, Lisa Troedsson-Lundin,  Caisa Troedsson-Lundin, Anna Törnqvist och Malin Törnqvist. 
Låten framfördes första gången i andra deltävlingen i Karlskrona under Melodifestivalen 2008 av Calaisa, men gick inte vidare.
Melodin testades på Svensktoppen tv veckor i rad. men missade ändå listan.
Sången är en countrypopballad om att mista en nära och vilja göra vad som helst för få tillbaka denna person.

## Medverkande
- Pontus Assarsson - gitarr, producent
- Jörgen Ringqvist - gitarr, trummor, slagverk, programmering, producent
- Roger Gustafsson - steelguitar

## Listplaceringar
| Lista (2008) | Topplacering |
| ------------ | ------------ |
| Sverige      | 32           |

### Fotnoter
1. ↑  ”If I Could”. Svensk mediedatabas. 12 juli 2008. http://smdb.kb.se/catalog/id/002277298. Läst 3 mars 2012.
2. ↑  Stefan Malmqvist (1 mars 2008). ”Bengtzing och Perrelli till Globen” (på svenska). Svenska Dagbladet. https://www.svd.se/a/348a50fe-dcd2-3757-bbda-cffa2fdb933e/bengtzing-och-perrelli-till-globen. Läst 12 juli 2025.
3. ↑  ”Svensktoppen”. 23 mars 2008. http://sverigesradio.se/sida/topplista.aspx?programid=2023&date=2008-03-23. Läst 3 mars 2012.
4. ↑  ”Svensktoppen”. 30 mars 2008. http://sverigesradio.se/sida/topplista.aspx?programid=2023&date=2008-03-30. Läst 3 mars 2012.
5. ↑  ”Svensktoppen”. 6 april 2008. http://sverigesradio.se/sida/topplista.aspx?programid=2023&date=2008-04-06. Läst 3 mars 2012.
6. ↑  ”If I Could”. Sveriges Radio. 29 januari 2008. http://sverigesradio.se/sida/artikel.aspx?programid=2521&artikel=1860458. Läst 3 mars 2012.
7. ↑  ”If I Could”. Swedischcharts. 12 juli 2008. http://www.swedishcharts.com/showitem.asp?interpret=Calaisa&titel=If+I+Could&cat=s. Läst 3 mars 2014.